# Louis de Senlecque
Louis de Senlecque, né en 1649 ou 1652 et mort en 1714, est un poète et ecclésiastique français.

## Biographie
Né à Paris, il est le fils et petit-fils de typographes, célèbres surtout comme graveurs en caractères. Devenu chanoine à l'abbaye Sainte-Geneviève de Paris, il enseigne quelque temps dans les collèges génovéfains, puis devient prieur de Garnay, près de Dreux. 

## Œuvres
Il a composé des poésies latines et des poésies françaises, satires, épîtres, sonnets, madrigaux, etc. Ses satires sont surtout dirigées contre les ridicules des gens d'Église, telle celle où il critique les « directeurs et les mauvais gestes des prédicateurs ». Cette satire choqua le roi qui s'opposa à l'enregistrement de la bulle qui le nommait évêque de Bethléem, siège auquel l'avait désigné Philippe Mancini, le duc de Nevers.
Les poésies de Senlecque ont paru anonymement en 1696 : Poésies héroïques, morales et satyriques, par M. de ***, avec quelques épigrammes, sonnets, madrigaux, etc. du même autheur, à Harlem, chez Charles Van-Den-Dael. Des éditions posthumes sous son nom auront lieu notamment en 1726 et 1742.